# Попудренко Владилен Антонович

Заслужена артистка УРСР Світлана Мартинова у ролі Гелени з Владиленом Попудренком (Віктор) у виставі «Варшавська мелодія» Л. Зоріна, Кіровоград, 1970 р.

Владиле́н Анто́нович Попу́дренко (* 4 липня 1936, Чернігів — 11 серпня 2017, Запоріжжя,), український актор, 1977 — заслужений артист УРСР, 1986 — нагороджений Почесною грамотою міністерства культури УРСР, 1989 — народний артист УРСР.

## Короткий життєпис
1963 року закінчив Київський інститут театрального мистецтва.
В 1963—1990 роках працював в українських театрах Запоріжжя, Кіровограда, Одеси, Полтави, Сімферополя.
З 1990 року — у Чернігівському українському музично-драматичному театрі.
Владлен Антонович умер в Запорожье 11 августа 2017 года.[джерело?]

## Творчий доробок
Виконав наступні ролі:
- Брежнєв — «Правда пам'яті» Абдуліна,
- Архімандрит — «Все залишається людям» С. Альошина,
- Чуб — «Ніч, чарівна ніч» по М. Гоголю,
- Ляпкін-Тяпкін, «Ревізор» Гоголя,
- кобзар Сторчегляд — «Клубень» Гоголя,
- Містер Ікс — «Принцеса цирку» Кальмана,
- Феррі — «Королева чардаша» Кальмана,
- Мореплавець — «Місто сонця» Т. Кампанелли,
- Гнат — «Безталанна» Карпенка-Карого,
- Бонавентура — «Сто тисяч» Карпенка-Карого,
- Корній — «Фараони» Коломійця,
- Часник — «В степах України» Корнійчука,
- Еней, Анхіз — «Енеїда» за Котляревським,
- Гірей — «Байда, князь Вишневецький» П. Куліша,
- Медведєв — «Це було в Рівному» Лукіна,
- Муров — «Без вини винуваті» Островського,
- Сталін — «Діти Арбату» Рибакова,
- Хома — «Ой, не ходи Грицю» М. Старицького,
- Василь — «Циганка Аза» Старицького,
- Денікін — «Нестор Махно», Л. Тома, І. Борис,
- Фурман — «Украдене щастя» І. Франка,
- Ескал — «Ромео та Джульєтта» Шекспіра,
- Аарон — «Тит Андронік» Шекспіра,
- Фердинад — «Підступність і кохання» Шіллера.